# Werl
Werl är en stad i Kreis Soest i det tyska förbundslandet Nordrhein-Westfalen. Werl har cirka 31 000 invånare. Staden har tio Ortsteile: Blumenthal, Budberg, Büderich, Hilbeck, Holtum, Mawicke, Niederbergstraße, Oberbergstraße, Sönnern och Westönnen.